# Total Annihilation
Total Annihilation (TA; с англ. — «Полное уничтожение») — компьютерная игра в жанре стратегии в реальном времени, созданная Cavedog Entertainment, подразделением Humongous Entertainment, и выпущенная в сентябре 1997 года компанией GT Interactive для Microsoft Windows и MacOS. Были выпущены два дополнения: The Core Contingency 29 апреля 1998 года и Battle Tactics 20 июля. После закрытия Cavedog Entertainment в 1999 году права на игру перешли к Infogrames (ныне Atari). В 2013 году права на Total Annihilation и Master of Orion приобрела компания Wargaming.

## Сюжет
Когда-то галактикой управляла корпорация Core, чьё имя происходит от её местонахождения в ядре галактики (англ. core — ядро), хотя также есть версия, что это имя составлено из начальных слогов названия «Consciousness Repository» (с англ. — «хранилище сознания»). Эта организация осуществляла научный прогресс и колонизировала планеты, покуда её подопечные не заняли всю галактику. Core осуществляет идею бессмертия: человеческий мозг соединяется с машиной. Корпорация принуждает людей делать это повсеместно. Группировка в одном из рукавов галактики не приемлет этой меры и выходит из-под контроля Core. Они называют себя Arm (англ. arm — рукав галактики) и борются за сохранение своих физических тел.
Итак, Core делают машины разумными, а Arm клонируют людей, управляющих роботами.

## Ход игры
Существует два режима игры: одиночный и командный.
Одиночный режим состоит в выполнении заданий. Как правило, необходимо уничтожить войска противника с помощью данной группы войск или же необходимо для начала развить базу.
Командный режим поддерживает до 10 игроков.
Игра начинается с одним только командиром.
Цель в этом режиме — уничтожить силы противника: при включённой опции «Dead Commander: End» суть игры будет заключаться в уничтожении командира, при выключенной — всех войск и зданий противника. В режиме «Deathmatch» за каждого убитого вражеского командира игроку начисляется очко, уничтоженный игрок появляется на карте вновь: по сути такой режим игры бесконечен.

## Боевые единицы
Изначально в Total Annihilation 150 единиц. Однако многочисленные дополнения расширяют это число до 6000 (однако движок не позволяет включить в игру больше 511 типов единиц). Несмотря на схожесть боевых единиц, производимых разными сторонами, баланс их вооружений всё же различен.
Все боевые единицы являются трёхмерными моделями, бои проходят на полностью трехмерной (хотя и неподвижной) воксельной карте. TA являлась одной из первых стратегий в реальном времени, использовавших трехмерное графическое ядро. При взаимодействии юнитов учитываются такие характеристики как скорость поворота орудийной башни, скорострельность пушек, радиус/дальность поражающего действия оружия, ускорение и тормозной путь для наземных машин, глубина погружения в воду, исключения в уровнях повреждений, авторемонт, затраты ресурсов на стрельбу или движение и ещё огромное количество параметров.
Виды боевых единиц:
- Командир. Позволяет строить сооружения первого уровня. Обладает весьма мощным оружием (D-Gun) и способностью быть невидимым.
- КБот’ы (КБот — кинетическая биоорганическая технология). Игровые аналоги пехоты.
- Автомобили и танки.
- Авиация.
- Корабли.
- Подводные лодки.
- Самолёты-амфибии (дополнение Core Contingency).
- Техника на воздушной подушке (дополнение Core Contingency).

## Прочее
Саундтрек игры, написанный композитором Джереми Соулом, был издан отдельным диском «Total Annihilation Original Soundtrack».

## Экономическая система игры
В игре существуют два вида ресурсов — металл и энергия. Оба типа ресурса крайне необходимы для последующего развития. Важно не их количество, а прирост в секунду. Чтобы создавать экспериментальные юниты, нужен сильный приток энергии и металла. Юниты при движении и стрельбе расходуют энергию. Разнообразные по назначению строения по-разному расходуют энергию.
Ресурсы в игре неисчерпаемы, что принципиально отличало её от других популярных стратегий в реальном времени тех времен — Red Alert, Warcraft II, StarCraft. Их добыча происходит непрерывно и постоянно при наличии соответствующих строений и не требует никаких юнитов, производящих доставку ресурсов в хранилища. Таким образом, основой успеха является контроль над большим числом ресурсных месторождений (в основном металла, в меньшей степени — геотермальных источников), кроме тех случаев, когда сражение проходит на родной планете Core (она называется Prime), где металл добывается в любом месте на карте (это объясняется тем, что данная планета состоит полностью из металла).
Впрочем, возможна и полностью автономная стратегия без каких-либо ресурсов вообще за счёт того, что энергию можно добывать где угодно с помощью электростанций, а металл получать конвертацией энергии в специальных конвертерах. Минусом этой стратегии является то, что на конвертацию уходит чудовищное количество энергии, а на постройку ядерных реакторов, способных обеспечить питание конвертеров, потребуется много времени и/или ресурсов.
Добываемые ресурсы постоянно пополняют хранилища. Важнейшим хранилищем является командир, он обеспечивает базовые запасы, а дополнительный объём может быть получен за счет постройки соответствующих зданий. Также без наличия дополнительных хранилищ энергии невозможна работа ряда тяжелых орудий: например, синего лазера или сверхдальнобойных пушек. Добываемые ресурсы расходуются на постройку юнитов, зданий и их ремонт. Текущий приход и расход каждого ресурса отображается в верхней части экрана. Необходимо помнить, что некоторые строения постоянно требуют энергии для своего функционирования — в первую очередь, металлодобыватели и защитные сооружения. Например, при нулевом уровне энергии добыча металла не производится совсем. Некоторые специальные особенности юнитов, например, D-Gun командира, также требуют существенного разового расхода энергии.

### Металл
Металл добывается с помощью металлодобывателей: их необходимо строить на месторождениях металла (серебристые пятна на карте, при наведении обозначаемые как Metal и Metal Deposit). На картах типа «Core Prime» поверхность карты полностью состоит из металла, и его можно добывать в любой точке карты. Металл также можно добывать, создавая его из энергии с помощью преобразователей энергии в металл (см. ниже). Существуют как наземные, так и подводные месторождения металла.
Кроме того, металл можно получить, разбирая остовы техники или строений (возвращается до 80 % от металла, потраченного на строительство, время пропорционально количеству металла), перерабатывая металлсодержащие объекты на карте (например, камни), или попросту перерабатывая функционирующих юнитов или строения. Кроме того, обломки можно «воскресить» с помощью специального юнита (у Arm — «Wraith Resurrector Kbot», у Core — «Necro»), после чего восстановленный юнит или строение переходит под управление восстановившего его игрока.
Наибольшую пропорцию металла требует постройка кораблей и фабрик.

### Энергия
Энергия добывается с помощью солнечных батарей, ветряных генераторов, приливных генераторов (их можно размещать только в воде), геотермальных станций (их можно размещать только на термальных отверстиях), термоядерных реакторов. Эффективность ветряных генераторов и приливных генераторов зависит от особенности местности: так, на одной карте ветров может и не быть, а на другой они очень сильные. Похожая ситуация и с приливами. Некоторое количество энергии вырабатывается реакторами командиров и авианосцев.
Также энергию можно получать, собирая растительность, «узлы» (продукты вулканической деятельности) и трупы морских змей, равно как и их самих (первая миссия за Arm в Total Annihilation: The Core Contingency). Из горелой растительности удаётся извлечь значительно меньше энергии.
Энергия, в отличие от металла, может быть конвертирована в другой вид ресурса с помощью Metal Maker или Moho Metal Maker.
Наибольшую долю энергии требует постройка воздушных судов.

## Оценки
| Сводный рейтинг       | Сводный рейтинг |
| Агрегатор             | Оценка          |
| --------------------- | --------------- |
| GameRankings          | 88,85 %         |
| Русскоязычные издания |                 |
| Издание               | Оценка          |
| «Игромания»           | [ 5 ]           |

## Дополнения
Официальные дополнения:
- Total Annihilation: The Core Contingency — добавляет новые карты (а также новые миры — кристаллический, кислотный, водяной), новые кампании для обеих рас и большое количество новых юнитов (также для обеих рас). Особо можно отметить новый юнит у Core — Крогот, экспериментальный КБот очень больших размеров и оснащённый очень мощным оружием (относительно всей подвижной техники). Материальная стоимость и время постройки тоже вполне большое. Крогот предназначен для освобождения Core и перелома войны между Core и Arm.
- Total Annihilation: Battle Tactics — добавляет несколько новых юнитов, несколько новых кампаний и карт.

Количество фанатских дополнений и модификаций не поддается исчислению. Здесь представлены самые популярные из них:
- TA:Absolute Annihilation. Дополнение к оригинальной игре. Сохраняет атмосферу, добавляет новые возможности и большое количество новых юнитов.
- TA:Escalation. — модификация, используемая в основном для сетевой игры. Отличается хорошим балансом рас и тем, что экспериментальные юниты (третий технологический уровень), а также дизайн меню были позаимствованы от игры Supreme Commander.
- TA:Excess. — модификация, сильно изменяющая атмосферу и улучшающая графику оригинальной игры. Добавляет новую расу, сильно изменяет прежние расы.
- TA5k — расширяет лимит юнитов с 250 до 5000.

## Ремейки
- TA3D (Total Annihilation 3D) — новый, полностью трёхмерный, современный движок ТА, использующий все ресурсы оригинальной игры. В отличие от Spring позволяет играть в оригинальные кампании и поддерживает модификации (mod`ы) к оригинальной TA. В настоящее время в разработке. Сайт проекта: http://www.ta3d.org Архивная копия от 3 июля 2021 на Wayback Machine
- TASpring — полная конверсия движка TA с целью создания открытой полностью трёхмерной реализации. Сайт проекта: http://springrts.com Архивная копия от 19 мая 2010 на Wayback Machine
- На Kickstarter завершен сбор средств на разработку игры Planetary Annihilation, планирующейся как продолжательница идей Total Annihilation. Игра вышла в Steam 5 сентября 2014 года.

## Продолжения
- На базе движка Total Annihilation была выпущена игра Total Annihilation: Kingdoms с фэнтезийной тематикой.
- Игра Spring стала расширением TA с полностью трёхмерной графикой и движком для новых трёхмерных стратегий.
- 23 февраля 2007 года создателем Total Annihilation Крисом Тейлором и компанией Gas Powered Games была выпущена игра Supreme Commander. Игра является духовным наследником Total Annihilation, перенимая многие её геймплейные элементы.
- 5 сентября 2014 года вышла Planetary Annihilation, являющаяся идейным потомком Total Annihilation.